# Gerboise de Sibérie
Allactaga sibirica
Espèce
Synonymes
- Alactaga salicus Ognev, 1924
- Alactaga suschkini Satunin, 1900
- Allactaga alactaga (Olivier, 1800)
- Allactaga grisescens Hollister, 1912
- Allactaga mongolica (Radde, 1861)
- Allactaga semideserta Bannikov, 1947
- Dipus brachyurus Blainvile, 1817
- Dipus halticus Illiger, 1825
- Dipus saltator Eversmann, 1848

Statut de conservation UICN

 LC  : Préoccupation mineure
La Gerboise de Sibérie (Allactaga sibirica) est une espèce de mammifère rongeur. C'est une gerboise de la famille des Dipodidés.
L'espèce n'est pas considérée comme étant en danger par l'Union internationale pour la conservation de la nature (UICN). Elle se rencontre au Kazakhstan, Turkménistan, Mongolie, Chine, etc.

## Classification
Mammal Species of the World classe cette espèce dans le sous-genre Allactaga (Orientallactaga).
Elle admet de nombreux synonymes dans le genre Allactaga et a été classée un temps dans le genre Dipus.